# Toutonenstein

Der Toutonenstein, Zeichnung nach W. Conrady, 1878

Der sogenannte Toutonenstein ist ein antiker römischer Grenzstein vom Ringwall Greinberg bei Miltenberg aus der Zeit von der Mitte des 2. Jahrhunderts bis Mitte des 3. Jahrhunderts.

## Auffindung
Südlich des Heiligtums auf der Kuppe des Greinbergs fand ein Holzarbeiter im Winter 1877/78 im Waldboden halbverdeckt eine nahezu fünf Meter lange, in zwei Teile gebrochene Sandsteinstele mit lateinischen Buchstaben außerhalb der Ringwälle an der Stelle, an der sie vom Fels abgesprengt worden war. Der Arbeiter informierte den Limes-Beauftragten Wilhelm Conrady im Frühjahr 1878 über den Fund, der den Stein und Fundort anschließend wissenschaftlich untersuchte und veröffentlichte. Nach der Auffindung wurde der Stein im Hof der Mildenburg aufgestellt und ist heute im Miltenberger Stadt/Heimatmuseum ausgestellt.

## Inschrift und Beschreibung
Der Toutonenstein ist aus roten Sandstein der Miltenberger Umgebung gefertigt (4,75 × 0,50 m) mit einer quadratischen Basis, die sich zur Spitze hin verjüngt, und rundem Querschnitt mit kuppelförmigen Abschluss.
In der ungefähren Mitte ist eine sechszeilige Inschrift in üblicher Capitalis-Schrift, die eher grob mit einem Spitzeisen geschlagen wurde und die in der Ausführung einen unprofessionellen Eindruck macht. Die Höhe der Buchstaben tendiert zwischen 12 und 22 cm. Die Zeilen 1 bis 2 sind vollständig, die Zeilen 3 bis 6 gelten in der Forschung als unvollständig ausgeführte Fragmente mit Initialen. Die Initiale in Zeile 6 wurde neben der herkömmlichen Lesart I als F gedeutet. 
Inter / Toutonos / C/A/H/I
Die Unvollständigkeit hat in der Forschung zu zahlreichen Theorien und Spekulationen geführt. Diskutiert wurden die Initialen der Zeilen 3 bis 6 als gängige Ab-/Verkürzungen (Abbreviatur) von Wörtern, Namen oder als Ausnahmen von diesen gängigen vergleichbaren Mustern, oder als Abkürzung von mehreren Wörtern (Sequenzen) einer Zeile. Verfehlt ist die Annahme, bei der Type in Zeile 6 handele es sich um eine Binderune – eine Ligatur aus zwei Runen –, wegen der nicht vorhandenen kontinentalen Runeinschriften auf Stein.
Aufgrund der Buchstabenausformungen ist eine sichere Datierung nicht möglich. Allgemein wird jedoch der Zeitraum der Herstellung und Aufrichtung des Steins zwischen der Vorverlegung des Neckar-Odenwald-Limes um 159 n. Chr. unter Antoninus Pius und den Alemannenstürmen um 260 n. Chr. einer ebenfalls in die Diskussion eingebrachten jüngeren Ansetzung vorgezogen.